# Rhume de hanche

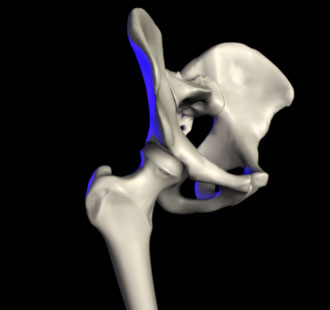
Os de Hanche

La synovite aiguë transitoire, plus communément appelée rhume de hanche, est une affection autolimitée qui se caractérise par une inflammation du revêtement interne (la synovie) de la capsule de l'articulation de la hanche. Elle se caractérise par une boiterie souvent unilatérale chez l'enfant typiquement âgé de trois à dix ans. 

## Épidémiologie
La synovite aiguë transitoire est la pathologie de hanche la plus fréquente chez les enfants entre 3 et 10 ans. Son incidence annuelle est de l’ordre de 1/500 enfants avec une prédominance masculine (70 %) et une nette prédominance saisonnière (hiver – printemps).

## Physiopathologie
Il s'agit d'une arthrite réactionnelle, c'est-à-dire qu'il y a une hypersécrétion de liquide inflammatoire (souvent riche en globules blancs, notamment neutrophiles) à l'intérieur de l'articulation sans que l'on y retrouve de bactérie. L'origine de cette hypersécrétion n'est pas bien connue, elle semble affecter beaucoup plus les enfants que les adultes, et les garçons plutôt que les filles. On suspecte une origine virale au vu du pic de prévalence hivernale, mais les études avec des sérologies virales n'ont pas trouvé de lien ; de plus, les études histologiques n'ont pas retrouvé d'hyperplasie de la membrane synoviale.

## Clinique
Les garçons sont plus sujets que les filles, la tranche d'âge le plus souvent touchée se situant entre trois et cinq ans.
Le tableau classique est de début brutal, avec refus de la marche en rapport avec une douleur à l'appui irradiant jusqu'au genou. L'examen retrouve une limitation douloureuse de la rotation interne, abduction et hyperextension, associée à un fébricule. Des notions d'une infection virale, rhinopharyngée dans l'anamnèse récente.
Forte douleur semblable à celle d'une crampe musculaire. L'auto-immunité étant en cause dans cette maladie infantile, elle n'est donc pas contagieuse.[réf. nécessaire]

## Examens

### Biologie
Les signes biologiques de syndrome inflammatoire sont le plus souvent absents ou peu marqués.

### Imageries
La radiographie du bassin de face montre :
- une épiphyse proximale du fémur normale ;
- un épanchement intra-articulaire avec :
  - élargissement de l'interligne articulaire,
  - refoulement des lignes graisseuses périarticulaires ;
- un épaississement des parties molles.

En cas de diagnostic difficile, une échographie de la hanche et une ponction articulaire montrent une lame d'épanchement sans arthrite purulente.
Une scintigraphie aux biphosphonates marqués au technétium 99m peut être indiquée en cas d'absence d'amélioration après une semaine de traitement, où elle permettra d'observer une hyperfixation.

## Diagnostics différentiels
- Ostéoarthrite de hanche
- Maladie de Legg-Calvé-Perthes dont les premières manifestations ressemblent au rhume de hanche. Cette similitude incite à recontrôler tout rhume de hanche par une nouvelle radiologie dans les six à huit semaines qui suivent le début des symptômes.
- Épiphysiolyse de hanche
- Leucémie aiguë avec douleur osseuse
- Appendicite aiguë si douleur localisée à droite

## Traitements et évolution
La possibilité d'une ostéochondrite primitive de hanche débutante ne doit pas être exclue.
La guérison clinique et radiologique doit être contrôlée de façon systématique en sixième semaine.